# Opération Matador (1945)
Ne doit pas être confondu avec Opération Matador (1941).
L'opération Matador est une opération militaire amphibie de la campagne de Birmanie en janvier 1945, en vue de s'emparer du port de Kyaukpyu, site stratégique à la pointe nord de l'île de Ramree, au sud d'Akyab, à travers Hunter's Bay, avec l'aérodrome avoisinant le port. 
Le 21 janvier 1945, une heure avant l'arrivée de la 71e brigade indienne, le cuirassé HMS Queen Elizabeth ouvrit le feu avec sa batterie principale tandis que les avions du porte-avions d'escorte HMS Ameer le repérait. Le croiseur léger HMS Phoebe rejoignit également le bombardement, en compagnie des Liberator et Thunderbolt du n ° 224 Group RAF bombardant et mitraillant pour nettoyer les plages. Les troupes d'assaut ont débarqué sans opposition et ont sécurisé la tête de pont ; le lendemain, la 4e brigade d'infanterie indienne débarqua à son tour.